# Cerro de Ortega
Cerro de Ortega es una localidad mexicana perteneciente al municipio de Tecomán, Colima. Se ubica cerca del límite entre Colima y Michoacán. Forma parte de la zona metropolitana de Tecomán.

## Geografía
La localidad de Cerro de Ortega se encuentra ubicada dentro del municipio de Tecomán, hacia el sureste del mismo. Su altitud es de alrededor de 17 metros sobre el nivel del mar.

### Clima
El clima de Cerro de Ortega es cálido subhúmedo con lluvias en verano. Tiene una temperatura media anual de 26.2 °C, y una precipitación media anual de 875.2 mm.
| Parámetros climáticos promedio de Cerro de Ortega | Parámetros climáticos promedio de Cerro de Ortega | Parámetros climáticos promedio de Cerro de Ortega | Parámetros climáticos promedio de Cerro de Ortega | Parámetros climáticos promedio de Cerro de Ortega | Parámetros climáticos promedio de Cerro de Ortega | Parámetros climáticos promedio de Cerro de Ortega | Parámetros climáticos promedio de Cerro de Ortega | Parámetros climáticos promedio de Cerro de Ortega | Parámetros climáticos promedio de Cerro de Ortega | Parámetros climáticos promedio de Cerro de Ortega | Parámetros climáticos promedio de Cerro de Ortega | Parámetros climáticos promedio de Cerro de Ortega | Parámetros climáticos promedio de Cerro de Ortega |
| Mes                                               | Ene.                                              | Feb.                                              | Mar.                                              | Abr.                                              | May.                                              | Jun.                                              | Jul.                                              | Ago.                                              | Sep.                                              | Oct.                                              | Nov.                                              | Dic.                                              | Anual                                             |
| ------------------------------------------------- | ------------------------------------------------- | ------------------------------------------------- | ------------------------------------------------- | ------------------------------------------------- | ------------------------------------------------- | ------------------------------------------------- | ------------------------------------------------- | ------------------------------------------------- | ------------------------------------------------- | ------------------------------------------------- | ------------------------------------------------- | ------------------------------------------------- | ------------------------------------------------- |
| Temp. máx. abs. (°C)                              | 39.0                                              | 38.5                                              | 40.0                                              | 40.0                                              | 39.0                                              | 41.0                                              | 42.0                                              | 42.5                                              | 42.0                                              | 38.0                                              | 38.5                                              | 38.0                                              | 42.5                                              |
| Temp. máx. media (°C)                             | 31.3                                              | 31.1                                              | 30.8                                              | 31.5                                              | 32.4                                              | 33.1                                              | 33.4                                              | 33.6                                              | 33.1                                              | 33.0                                              | 32.6                                              | 31.6                                              | 32.3                                              |
| Temp. media (°C)                                  | 24.0                                              | 23.7                                              | 23.7                                              | 24.7                                              | 26.3                                              | 28.2                                              | 28.2                                              | 28.3                                              | 28.0                                              | 27.7                                              | 26.5                                              | 24.8                                              | 26.2                                              |
| Temp. mín. media (°C)                             | 16.7                                              | 16.3                                              | 16.6                                              | 17.9                                              | 20.3                                              | 23.2                                              | 23.1                                              | 23.1                                              | 22.9                                              | 22.4                                              | 20.3                                              | 18.0                                              | 20.1                                              |
| Temp. mín. abs. (°C)                              | 7.0                                               | 8.5                                               | 3.3                                               | 9.0                                               | 1.5                                               | 11.0                                              | 15.5                                              | 16.0                                              | 14.5                                              | 11.5                                              | 12.0                                              | 7.5                                               | 1.5                                               |
| Precipitación total (mm)                          | 30.3                                              | 5.4                                               | 3.9                                               | 0.2                                               | 8.0                                               | 121.6                                             | 158.1                                             | 181.3                                             | 227.5                                             | 106.9                                             | 16.3                                              | 14.7                                              | 875.2                                             |
| Días de precipitaciones (≥ 1 mm)                  | 1.3                                               | 0.5                                               | 0.2                                               | 0.1                                               | 0.6                                               | 9.2                                               | 12.4                                              | 14.1                                              | 13.6                                              | 6.3                                               | 1.1                                               | 1.0                                               | 60.4                                              |
| Fuente: Servicio Meteorológico Nacional           |                                                   |                                                   |                                                   |                                                   |                                                   |                                                   |                                                   |                                                   |                                                   |                                                   |                                                   |                                                   |                                                   |

## Demografía
De acuerdo con el Censo de Población y Vivienda realizado en marzo de 2020 por el Instituto Nacional de Estadística y Geografía (INEGI), en Cerro de Ortega había un total de 9309 habitantes, siendo 4805 hombres y 4504 mujeres.

### Viviendas
En el censo de 2020 se registró un total de 2959 viviendas particulares, de las cuales 2481 estaban habitadas. De las viviendas particulares habitadas: 2257 tenían piso de material diferente de tierra; 2418 disponían de energía eléctrica; 2392 disponían de escusado y/o sanitario; y 2397 disponían de drenaje.

### Evolución demográfica
| Gráfica de evolución demográfica de Cerro de Ortega entre 1921 y 2020 |
|                                                                       |
| Fuente: Instituto Nacional de Estadística y Geografía                 |